# Federación de los Independientes de Aragón
La Federación de los Independientes de Aragón (FIA) es uno de los pequeños partidos políticos de Aragón (España), de ámbito municipal y autonómico. La Federación fue creada con la intención de aglutinar a todos los partidos independientes de ámbito local, y a su vez dar cabida también a los movimientos sociales, vecinales, etc. Se considera a sí mismo como partido de centro. Se creó el 12 de febrero de 2006 en Tauste, siendo su primer coordinador general Víctor Angoy Sancho.

## Ideología y actuaciones
Forma parte de la Plataforma No Hablamos Catalán, la cual rechaza la clasificación como catalán a la lengua propia de la Franja de Aragón, y además ha organizado eventos contra la "imposición del catalán". Su primer coordinador, Víctor Angoy, exigió el 7 de diciembre de 2009 la dimisión de los vicepresidentes de la plataforma por entregar en las Cortes de Aragón un manifiesto sin su autorización, además de considerarlo cercano a la extrema derecha.
No está adscrito a ninguna ideología en concreto y se ha asociado en alguna ocasión con agrupaciones municipalistas para las elecciones.

## Resultados electorales
En las elecciones municipales de 2007 obtuvo 3 concejales, y en las autonómicas del mismo año fue el partido extraparlamentario más votado con 4.317 votos (0,64%), presentándose en coalición con Los Verdes-SOS Naturaleza.
En las elecciones generales de 2008 se presentó coaligado con el Partido Social Demócrata, logrando unos resultados testimoniales, en total 395 votos (0,05%), 79 votos (0,06%) en la provincia de Huesca, 30 votos (0,03%) en la provincia de Teruel, y 286 votos (0,05%) en la provincia de Zaragoza. En las elecciones municipales de España de 2011 por Aragón, uno de sus mejores resultados fue en La Muela, tras el escándalo de la Operación Molinos. En esas elecciones obtuvo:
| - Provincia de Huesca - Concejales: 0 - Votos: 388 - Porcentaje: 0,32% | - Provincia de Teruel - Concejales: 4 - Votos: 170 - Porcentaje: 0,21% | - Provincia de Zaragoza - Concejales: 9 - Votos: 2076 - Porcentaje: 0,43% |

En diversas ocasiones se ha presentado de forma conjunta con otras formaciones políticas, como en 2011 en Monzón. No obstante, en otras llegaron a firmar ante notario que no pactarían con nadie.